# Каричи
Каричи́ (исп. Carichí) — посёлок в Мексике, штат Чиуауа, входит в состав одноимённого муниципалитета и является его административным центром. Численность населения, по данным переписи 2010 года, составила 1672 человека.

## Общие сведения
Название Carichí происходит из языка индейцев тараумара, что можно перевести как в доме.
Поселение было основано в 1675 году миссионерами-иезуитами Томасом де Гуадалупе и Хосе Тардой.